# See-Saw Films
See-Saw Films — британо-австралийская кино- и телекомпания, основанная в 2008 году Йеном Каннингом и Эмилем Шерманом, чьи офисы располагаются в Лондоне и Сиднее. Компания известна как производитель таких фильмов и сериалов, как «Король говорит!», «Вершина озера», «Лев», «Власть пса», «Медленные лошади» и «Трепет сердца».

## История
Компания See-Saw Films была основана продюсерами Йеном Каннингом и Эмилем Шерманом в 2008 году.
В 2011 году See-Saw удостоилась премии «Оскар» за лучший фильм за созданную при её поддержке картину Тома Хупера «Король говорит!». Главные роли в фильме исполнили Колин Фёрт, Джеффри Раш и Хелена Бонем Картер.
Первым телесериалом компании стал проект под названием «Вершина озера» от режиссёра Джейн Кэмпион с Элизабет Мосс и Холли Хантер в главных ролях. Первый сезон, вышедший в 2013 году, был номинирован на девять премий «Эмми» и на две премии «Золотой глобус». Второй сезон, «Вершина озера: Китайская девушка», также снятый Кэмпион, был показан на Каннском кинофестивале в 2017 году. Мосс вернулась к своей роли детектива Робин Гриффин, к актёрскому составу также присоединились Николь Кидман и Гвендолин Кристи.
See-Saw спродюсировала фильм «Лев», впервые показанный на Международном кинофестивале в Торонто в 2016 году. Главные роли в нём исполнили Дев Патель, Николь Кидман и Руни Мара. Картина была номинирована на шесть премий «Оскар» и получила две премии BAFTA и 12 премий AACTA.
В 2019 году на телеканале Sundance TV вышел спродюсированный See-Saw короткометражный сериал «Семейный брак». Первый сезон, в котором снялись Розамунд Пайк и Крис О’Дауд, получил три премии «Эмми». В 2021 году сериал был продлён на второй сезон, в котором главные роли исполнили Брендан Глисон и Патриша Кларксон.
В 2021 году компания приняла участие в производстве британского телесериала «Северные воды» от сценариста и режиссёра Эндрю Хэя с Джеком О’Коннеллом и Колином Фарреллом в главных ролях; и австралийского сериала «Огненный укус» по сценарию Уорика Торнтона и Брендана Флетчера, срежиссированного Торнтоном, Флетчером и Тони Кравицем. Оба сериала в США выпустил стриминговый сервис AMC+.
Ближе к концу 2021 года на Netflix вышел фильм «Власть пса», являющейся второй совместной работой See-Saw и Джейн Кэмпион. В 2022 году он получил две премии BAFTA, одну в категории «Лучший фильм», и был номинирован на 12 премий «Оскар» — Кэмпион претендовала на победу в категории «Лучший режиссёр». Мировая премьера картины состоялась на 79-м Венецианском кинофестивале, на котором Кэмпион получила «Серебряного льва» как лучший режиссёр.
В 2022 году на телевидении вышли следующие проекты студии: два сезона сериала «Медленные лошади» и сериал «Змей в Эссексе» на Apple TV+, а также первый сезон сериала «Трепет сердца» на Netflix. В том же году компания выпустила фильмы «Операция „Мясной фарш“» и «Незнакомцы». В начале 2023 года в мировой прокат вышел фильм Флориана Зеллера «Сын».

## Ключевые фигуры
Йен Каннинг и Эмиль Шерман, соучредители компании, являются её управляющими директорами.
Телевизионный исполнительный продюсер из Великобритании Патрик Уолтерс был нанят на работу в компании в 2014 году и в 2018 году стал главой по телевизионным разработкам в Великобритании, США и Австралии, а также выступает исполнительным продюсером некоторых британских сериалов.
Саймон гиллис является главным операционным директором.

## Дочерние и связанные компании
У See-Saw есть собственный отдел продаж, компания Cross City Films, которая предоставляет права на показ проектов компании в определённых странах.
Между 2019 и 2020 годами See-Saw объявила о создании совместных предприятий I Am That — с режиссёром «Льва» Гартом Дэвисом — и Picking Scabs — совместно с Самантой Штраусс, создателем и сценаристом сериала «Конец» от каналов Fox Showcase и Sky Atlantic. В сотрудничестве с I Am That See-Saw разрабатывает фильмы и телесериалы для Дэвиса как режиссёра и продюсера наряду с управляющими директорами See-Saw Каннингом и Шерманом, в то время как Picking Scabs разрабатывает проекты для Штраусс как для сценариста и продюсера.

## Фильмография

### Кино
| Год  | Название                                    | Режиссёр             | Сценарист                                     | Примечания |
| ---- | ------------------------------------------- | -------------------- | --------------------------------------------- | --- |
| 2009 | Линейный                                    | Антон Корбейн        |                                               | |
| 2010 | Солнце и апельсины                          | Джим Лоуч            | Рона Манро                                    | - Номинация — премия AACTA за лучший фильм - Номинация — Выбор членов AFI - Номинация — премия Круга кинокритиков Австралии - Номинация — Inside Film Awards за лучший фильм |
| 2010 | Царь Микен                                  | Питер Андрикидис     |                                               | Номинация — Выбор читателей AFI |
| 2010 | Король говорит!                             | Том Хупер            | Дэвид Сайдлер                                 | - Премия «Оскар» за лучший фильм - Премия BAFTA за лучший фильм - Премия Александра Корды за лучший британский фильм - Премия Гильдии продюсеров США за лучший театральный фильм - Номинация — премия EDA за лучший фильм - Номинация — премия ACCA за лучший фильм - Номинация — премия Дэвиса за лучший фильм - Номинация — премия Европейской киноакадемии за лучший фильм - Номинация — премия Сетевой ассоциации кино и телевидения за лучший фильм |
| 2011 | Стыд                                        | Стив Маккуин         | - Стив Маккуин - Эби Морган                   | - Номинация — премия Александра Корды за лучший британский фильм - Номинация — премия Европейской киноакадемии за лучший фильм - Номинация — премия Сетевой ассоциации кино и телевидения за лучший фильм |
| 2012 | Мёртвая Европа                              | Тони Кравиц          | Луиз Фокс                                     | - Номинация — премия AACTA за лучший фильм - Номинация — премия Круга кинокритиков Австралии |
| 2013 | Тропы                                       | Джон Кёрран          | Мэрион Нельсон                                | - Номинация — премия AACTA за лучший фильм - Номинация — премия Ассоциации кинокритиков Австралии за лучший фильм - Номинация — премия Круга кинокритиков Австралии |
| 2015 | Лайф                                        | Антон Корбейн        | Люк Дейвис                                    | |
| 2015 | Макбет                                      | Джастин Курзель      | - Джейкоб Коскофф - Майкл Лессли - Тодд Луисо | |
| 2015 | Мистер Холмс                                | Билл Кондон          | Джеффри Хэтчер                                | |
| 2015 | Строго на запад                             | Джон Маклин          | Джон Маклин                                   | |
| 2016 | Лев                                         | Гарт Дэвис           | Люк Дейвис                                    | - Номинация — премия «Оскар» за лучший фильм - Номинация — премия AACTA за лучший международный фильм - Номинация — премия «Выбор критиков» за лучший фильм - Номинация — премия «Золотой глобус» за лучший фильм — драма - Номинация — премия «Спутник» за лучший фильм - Номинация — премия Сетевой ассоциации кино и телевидения за лучший фильм - Номинация — премия Гильдии продюсеров США лучшему продюсеру театрального фильма                    |
| 2017 | Как разговаривать с девушками на вечеринках | Джон Кэмерон Митчелл | - Филиппа Гослетт - Джон Кэмерон Митчелл      | |
| 2018 | Мария Магдалина                             | Гарт Дэвис           | - Хелен Эдмундсон - Филиппа Гослетт           | |
| 2018 | Вдовы                                       | Стив Маккуин         | - Гиллиан Флинн - Стив Маккуин                | |
| 2019 | Наступит день                               | Крис Моррис          | - Крис Моррис - Джесси Армстронг              | |
| 2020 | Аммонит                                     | Фрэнсис Ли           | Фрэнсис Ли                                    | |
| 2021 | Власть пса                                  | Джейн Кэмпион        | Джейн Кэмпион                                 | - Премия BAFTA за лучший фильм - Премия «Выбор критиков» за лучший фильм - Премия AACTA за лучший международный фильм - Премия «Золотой глобус» за лучший фильм — драма - Номинация — премия «Оскар» за лучший фильм - Номинация — премия Гильдии продюсеров США лучшему продюсеру театрального фильма |
| 2022 | Операция «Мясной фарш»                      | Джон Мэдден          | Мишель Эшфорд                                 | |
| 2022 | Незнакомцы                                  | Томас М. Райт        | Томас М. Райт                                 | Был показан на 75-м Каннском кинофестивале в рамках программы «Особый взгляд» |
| 2022 | Сын                                         | Флориан Зеллер       | - Флориан Зеллер - Кристофер Хэмптон          | |
| TBD  | Враг                                        | Гарт Дэвис           | Иэн Рейд и Гарт Дэвис                         | [ 34 ] |
| TBD  | Отель «Роял»                                | Китти Грин           | Китти Грин и Оскар Реддинг                    | [ 35 ] |
| TBD  | Одна жизнь                                  | Джеймс Хоуз          | Люсинда Коксон и Ник Дрейк                    | [ 36 ] |
| TBD  | Волшебники!                                 | Дэвид Мишо           | Дэвид Мишо                                    | [ 37 ] |

### Телевидение
| Год  | Название                         | Сценарист                                              | Режиссёр                                    | Примечания |
| ---- | -------------------------------- | ------------------------------------------------------ | ------------------------------------------- | --- |
| 2013 | Вершина озера                    | Джейн Кэмпион, Джерард Ли                              | Джейн Кэмпион, Гарт Дэвис                   | - Премия AACTA за лучший телефильм или мини-сериал - Кино- и телепремия Новой Зеландии за лучший телефильм или драму - Номинация — премия «Эмми» за лучший мини-сериал или телефильм - Номинация — премия Гильдии продюсеров США лучшему продюсеру телесериала |
| 2015 | Изгнанники                       | Джимми Макговерн, Шон Дагган                           | Дэниел Персивал, Джеффри Уокер              | Номинация — премия AACTA за лучший телефильм или мини-сериал |
| 2016 | Нормы поведения                  | Мэттью Майкл Карнахан                                  | Стив Маккуин                                | |
| 2016 | С любовью, Нина                  | Ник Хорнби, Нина Стиббе                                | Эс Джей Кларксон                            | |
| 2017 | Вершина озера: Китайская девушка | Джейн Кэмпион, Джерард Ли                              | Джейн Кэмпион, Ариэл Кляйман                | Номинация — премия «Золотой глобус» за лучший мини-сериал или телефильм |
| 2018 | Царь обезьян: Новые легенды      | Жаклин Перске                                          | Джеральд Джонстоун                          | Номинация — премия AACTA за лучший телесериал для детей |
| 2019 | Семейный брак                    | Ник Хорнби                                             | Стивен Фрирз                                | Премия «Эмми» за лучший короткометражный сериал — комедия или драма |
| 2020 | Конец                            | Саманта Штраусс                                        | Джессика М. Томпсон, Джонатан Бру           | Номинация — премия AACTA за лучший мини-сериал или телефильм |
| 2021 | Северные воды                    | Эндрю Хэй                                              | Эндрю Хэй                                   | |
| 2021 | Огненный укус                    | Уорик Торнтон, Брендан Флетчер                         | Уорик Торнтон, Брендан Флетчер, Тони Кравиц | |
| 2022 | Медленные лошади                 | Уилл Смит, Морвенна Бэнкс, Марк Дентон, Джонни Стоквуд | Джеймс Хоуз                                 | |
| 2022 | Трепет сердца                    | Элис Осман                                             | Эйрос Лин                                   | Девять номинаций на премию «Эмми» в области детского и семейного контента |
| 2022 | Змей в Эссексе                   | Анна Саймон                                            | Клио Барнард                                | |